# 努光铁

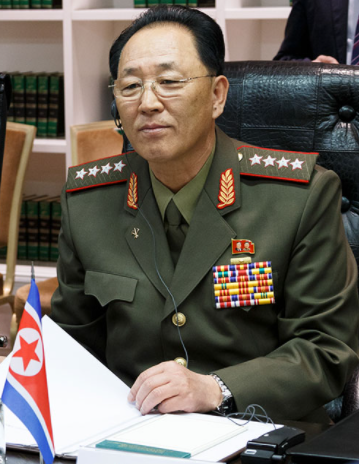
努光铁 (2019)

努光鐵（1956年—），又译卢光哲，朝鲜民主主义人民共和国政治人物和朝鲜人民军将领，现任国防相。曾官至朝鮮勞動黨中央政治局候補委員、國務委員會委員及最高人民會議代議員。朝鲜人民军大将军衔，他被認為是一名核專家。2018年7月，出任人民武力相一職。

## 生平
努光鐵先後於2003年的最高人民會議選舉和2009年的選舉中當選為代議員。2010年9月被選為朝鮮勞動黨中央委員會候補委員。2011年12月，金正日逝世，他被列入治喪委員會委員之一。
2024年10月，在朝鲜第十四届最高人民会议第十一次会议上，当选为国防相。

## 相关事件
2018年6月12日，美国总统特朗普与金正恩在新加坡会面。会面时，特朗普本想与随同金正恩参加会晤的努光铁握手，但努光铁却没有握手而是向特朗普敬军礼，特朗普犹豫后回敬军礼，然后二人握手。因为美国与朝鲜在名义上还处于战争状态，特朗普的敬礼举动引发了美国国内的争议与对特朗普的批评。
2024年12月16日，美国财政部外国资产控制办公室 (OFAC)宣布，朝鲜、俄罗斯和中国的银行机构网络以及俄罗斯石油公司和朝鲜高级官员，就朝鲜与俄罗斯提供财政和军事支持，以及朝鲜的弹道导弹计划，对合共9名个人和7个实体实施制裁，努光铁被列入制裁名单。

## 資料來源
1. ↑  . BBC. 2018-06-04  [2023-10-03]. （原始内容存档于2022-05-24） （中文（简体））.
2. ↑  . 中央日报. 2018-09-20  [2023-10-03]. （原始内容存档于2022-12-04） （韩语）.
3. ↑  . Voakorea. 2015-10-07  [2017-10-13]. （原始内容存档于2019-06-04）.
4. ↑  . 2012-07-16  [2017-10-13]. （原始内容存档于2014-02-02）.
5. ↑  . 오마이뉴스. 2012-07-16  [2017-10-13]. （原始内容存档于2012-08-29）.
6. ↑  . 朝中社. 2024-10-18  [2024-10-09]. （原始内容存档于2024-10-09）.
7. ↑  . 搜狐网. 2018-06-15  [2019-04-05]. （原始内容存档于2019-06-08）.
8. ↑  . U.S. Department of the Treasury. 2024-12-16. （原始内容存档于2025-03-14） （英语）.